# شهرستان ژاگیاب
شهرستان ژاگیاب (به لاتین: Zhag'yab County) یک شهرستان‌های جمهوری خلق چین در چین است که در چامدو واقع شده‌است.